# Втрати 16-го батальйону територіальної оборони (Донбас, РФ)
У статті наведено подробиці поіменних втрат 16-го батальйону територіальної оборони «Лєший»,  збройного формування 2-го армійського корпусу окупаційних військ РФ на Донбасі.

## Війна на сході України
| п/п | Прізвище, ім'я, по-батькові                | Звання, посада                       | Дата народження | Дата смерті | Місце смерті             |
| --- | ------------------------------------------ | ------------------------------------ | --------------- | ----------- | ------------------------ |
| 1.  | Миланчук Андрій Вікторович                 |                                      | 13.08.1983      | 22.05.2014  | Лисичанськ або Рубіжне   |
| 2.  | Рудник Євген Євгенович ("Анекдот")         |                                      | 13.05.1980      | 03.08.2014  | Велика Вергунка          |
| 3.  | Кондатьєв Володимир Іванович ("Дід")       |                                      | 12.08.1965      | 05.08.2014  | Олександрівка            |
| 4.  | Щербаков Михайло Володимирович             | розвідник-снайпер                    | 07.01.1986      | 27.09.2014  | Родакове                 |
| 5.  | Напрасников Богдан Вікторович ("Карат")    |                                      | 22.04.1990      | 16.10.2014  | Фащівка                  |
| 6.  | Астахов Сергій Володимирович ("Слон")      |                                      | 27.08.1985      | 30.10.2014  | Фащівка                  |
| 7.  | Романенко Олександр Олександрович ("Прус") |                                      | 12.12.1988      | 30.10.2014  | Фащівка                  |
| 8.  | Кузін Володимир Сергійович                 |                                      | 24.01.1989      | 30.10.2014  | Фащівка                  |
| 9.  | Лекар Денис Фредолинович ("Зорік")         |                                      | 29.08.1980      | 17.02.2015  |                          |
| 10. | Петренко Катерина Іванівна                 |                                      | 26.04.1959      | 25.03.2016  | Слов'яносербськ (дтп)    |
| 11. | Крипчук Сергій Володимирович ("Магадан")   |                                      | 05.07.1964      | 09.04.2016  | 31-й блокпост            |
| 12. | Блізнюков Андрій Олександрович ("Фунтік")  |                                      | 09.02.1981      | 02.05.2016  | Сокольники               |
| 13. | Гончаров Сергій Валерійович ("Душман")     |                                      | 28.01.1977      | 02.10.2016  | Сокільники               |
| 14. | Хайман Дмитро Володимирович ("Трак")       |                                      | 08.01.1985      | 02.10.2016  | Сокільники               |
| 15. | Титов Денис Олегович ("Титан")             |                                      | 18.02.1996      | 02.10.2016  | Сокільники               |
| 16. | Козирєв Андрій Олександрович ("Козир")     | майор, заступник командира батальону | 30.09.1983      | 03.10.2016  | Сокільники               |
| 17. | Низкодуб Володимир Миколайович ("Аріель")  |                                      | 22.04.1965      | 06.11.2016  | Слов'яносербськ (суїцид) |
| 18. | Кедров Михайло Володимирович               | розвідник                            | 23.04.1976      | 17.01.2017  | Луганськ (суїцид)        |
| 19. | Мещеряков Андрій Вікторович ("Гек")        |                                      | 28.08.1974      | 24.07.2017  | Знам'янка                |
| 20. | Корчагін Максим Сергійович ("Псих")        |                                      | 27.07.1986      | 24.07.2017  | Знам'янка                |
| 21. | Яровий Юрій Борисович                      |                                      | 16.05.1997      | 26.07.2017  |                          |
| 22. | Сафар Артур Олександрович ("Ефіоп")        |                                      | 05.02.1984      | 04.09.2017  | Сокільники               |
| 23. | Неїжко Олександр Олександрович             |                                      | 11.03.1972      | 04.09.2017  | Знам'янка                |
| 24. | Сень Дмитро Дмитрович ("Семенич")          |                                      | 16.04.1970      | 03.12.2017  |                          |
| 25. | Маначенко Ілля Іванович                    | майор, командир роти                 | 26.07.1964      | 09.04.2018  |                          |
| 26. | Біньковський Микита Валерійович ("Беня")   |                                      | 24.03.1996      | 09.10.2018  | Сокільники               |
| 27. | Шулика Валерій Володимирович ("Дід")       | єфрейтор                             | 16.02.1960      | 14.05.2019  |                          |
| 28. | Брянцев Денис Володимирович ("Пітер")      |                                      | 22.07.1986      | 25.03.2020  |                          |
| 29. | Бут Андрій Сергійович ("Хруст")            |                                      | 06.12.1983      | 30.03.2020  | Сокільники               |
| 30. | Павлов Олексій Анатолійович ("Лєший")      | підполковник, командир батальйону    | 31.01.1975      | 03.10.2020  | Кадіївка                 |
| 31. | Гогін Ярослав Ігорович ("Сява")            |                                      | 07.04.1981      | 03.04.2021  | Сокільники               |

## Російське вторгнення в Україну (з 2022)
| п/п | Прізвище, ім'я, по-батькові      | Звання, посада             | Дата народження | Дата смерті | Місце смерті |
| --- | -------------------------------- | -------------------------- | --------------- | ----------- | ------------ |
| 1.  | Беззвєстніх Костянин             |                            | 15.11.1977      | 07.07.2022  |              |
| 2.  | Атанов Юрій Юрійович ("Пащан")   | заступник командира взводу | 28.01.1990      | 25.01.2023  |              |
| 3.  | Басос Антон Сергійович ("Шаман") | медик                      | 17.01.1996      | 25.01.2023  |              |